# Jean Counet
Jean Counet (Eindhoven, 17 juli 1979) is een Nederlands filmregisseur.

## Biografie

### Opleidingen
Nadat hij in 1998 zijn vwo-opleiding aan het Philips van Horne gymnasium van Weert (Nederland) had afgerond, begon Jean Counet aan een filmopleiding aan de kunstacademie Sint Joost in Breda. In 2000 volgde hij een opleiding fotografie, film en theater aan de Katholieke Universiteit van Lyon.
Vanaf 2002 studeerde hij filmregie aan de Sint-Lukas Hogeschool in Brussel. Hij studeerde er in 2005 als documentarist af met zijn documentaire Trulichka waarmee hij de VAF Wildcard en de SCAM Audience Award in de wacht sleepte.

### Carrière
Om zijn filmcarrière kracht bij te zetten, richtte Counet het Nederlandse filmproductiebedrijf TAM Films op, dat intussen werkzaam is in verschillende Europese landen. TAM Films regisseert, filmt, edit en produceert korte films en documentaires.

## Werk
Diverse korte films die hij tijdens zijn opleiding in Brussel realiseerde, vielen tijdens verschillende internationale filmfestivals in de prijzen en werden uitgezonden op verschillende televisiezenders in 10 verschillende landen.
In 2002 won Counets korte film АРИНА de juryprijs van het Courstisane Filmfestival in Gent. In 2003 won zijn korte film Là-Bas de prijs voor de Beste Nederlandse Kortfilm (NPS 2003), de prijs voor de beste fictiefilm op het Courtisane Filmfestival in Gent, en de CANAL+ jury prijs.
In 2004 won Afmin de eerste prijs in het CUT!Festival in Antwerpen.
In 2005 won Counet met zijn afstudeerproject Trulichka naast de VAF Wildcard ook de SCAM Audience Award op het Brusselse festival Het Grote Ongeduld.
Counets documentaire Inhale Exhale reist verschillende internationale film festivals af. (Krakow Film Festival, Camerimage, Nederlands Film Festival, Parnu Documentary Film Festival). Verder werkt Counet als cameraman aan korte films, documentaire films en televisie programma's (VPRO's Tegenlicht, Metropolis).

### Filmografie als regisseur
- Арина, 5 min, België 2001
- Là-bas, 3 min, Frankrijk 2002
- AFMIN, 23 minutes, Polen, 2004
- Trulichka, 43 minutes, Letland, 2005
- Don't stop loving, 5 minuten, Letland, 2008
- INHALE EXHALE, 44 minuten, Letland, 2010
- Calling Ukraine, 12 minuten, Nederland 2015

### Filmografie als cameraman
Gerealiseerd:
- Klassen, regie Ester Gould/Sarah Sylbing/Daan Bol, documentaire serie 7x45 minuten 2020
- Bosnian Girl, regie Tea Tupajić, documentaire 2020
- VPRO Tegenlicht: Vechten voor de waarheid, regie Mea Dols de Jong, documentaire 2020
- In de armen van Morpheus, regie Marc Schmidt, documentaire 2019
- Heilig Boontje, regie Eva Nijsten, documentaire 2019
- VPRO Tegenlicht: Leven in chaos, regie Daan Veldhuizen, documentaire 2019
- Alleen op de wereld, regie Iris Grob, documentaire 2019
- Huidhonger, regie Lieza Roben, documentaire 2019
- The Visual, Figure, regie Hanna van Niekerk, videoclip 2020
- Ik ben er even niet, regie Maartje Nevejan, documentaire 2019
- VPRO Tegenlicht: Ruimtepuinruimers, regie Bregtje van der Haak, documentaire 2019
- Vreemd Kijken, regie Niki Padidar, documentaire 2019
- De Beveiligers, regie Anneloek Sollart, documentaire 2019
- Kiss the Sky, Eye trick the I, regie Donna Verheijden, experimentele film 2019
- Show us your smile, regie Nicky Maas, documentaire 2019
- Dierenleed, regie Saskia Gubbels, documentaire 2019
- Toppertjes, regie Esther Pardijs, documentaire 2019
- Ubiquity, regie Bregtje van der Haak, documentaire 2018
- Zeep, regie Hanna van Niekerk, korte film 2018
- VPRO Tegenlicht: Future Fashion, regie Bregtje van der Haak, documentaire 2018
- Binnenstebuiten, regie Els van Driel, documentaire 2018
- Little Fire, regie Nicky Maas, documentaire 2018
- De Bewaarders, regie Marc Schmidt, documentaire 2018
- VPRO Tegenlicht: Worsteling van de groenmens, regie Jorien van Nes, documentaire 2018
- Mother's balls, regie Catherine van Campen, documentaire 2018
- Piet is weg, regie Jaap van Hoewijk, documentaire 2017
- 0,03 Seconde, regie Suzanne Raes, documentaire 2017
- Helaas ben je het niet geworden, regie Nicky Maas en Anne van Campenhout, documentaire 2017
- Goedheiligman, regie Eva Nijsten, documentaire 2017
- De Ceuvel, regie Rishi Chamman, documentaire serie 2017
- Max zoekt Rust, regie Rishi Chamman, documentaire serie 2017
- Schuldig, regie Sarah Sylbing & Ester Gould, documentaire serie 2016
- VPRO Tegenlicht: Italiaanse Lente, regie Bregtje van der Haak, documentaire 2016
- Titaantjes afl: Dante, regie Anneke de Lind van Wijngaarden, documentaire 2016
- Titaantjes afl: Amira, regie Anneke de Lind van Wijngaarden, documentaire 2016
- Titaantjes afl: Tur-G, regie Anneke de Lind van Wijngaarden, documentaire 2016
- If the Sun Explodes, regie Hanna van Niekerk, speelfilm 2016
- Zaatari Djinn, regie Catherine van Campen, documentaire 2016
- Paradijs Glaswater, regie Fifi Visser, documentaire 2016
- Hollandse Meesters: Anne Wenzel, regie Marc Schmidt, documentaire 2016
- VPRO Speeches afl: Op jullie knieën, Rosario Schiffani, regie Jos de Putter, documentaire 2016
- Calling Ukraine, regie Jean Counet, documentaire 2015
- A Strange Love Affair with Ego, regie Ester Gould, documentaire 2015
- Garage 2.0, regie Catherine van Campen, documentaire 2015
- Calling Ukraine, regie Jean Counet, documentaire 2015
- Titaantjes afl: Sterre, regie Catherine van Campen, documentaire 2015
- Het innerlijke landschap, regie Frank Scheffer, documentaire 2015
- De Kleine Prins, regie Nicky Maas, documentaire 2015
- Hollandse Meesters: Carla Klein, regie Marc Schmidt, documentaire 2015
- Hollandse Meesters: Hellen van Meene, regie Mischa Kamp, documentaire 2015
- The Shot, regie Jos de Putter, documentaire 2014
- Vallend, regie Jef Monté, documentaire 2014
- Marienborn, regie Sabine König, documentaire 2014
- VPRO Tegenlicht: Hoe echt is echt?, regie Bregtje van der Haak, documentaire 2014
- VPRO Tegenlicht: Biecht van de bankier, regie Jos de Putter, documentaire 2014
- VPRO Tegenlicht: Bureau van de digitale sabotage, regie Marije Meerman, documentaire 2014
- Hollandse Meesters: Sjoerd Buisman, regie Mischa Kamp, documentaire 2014
- How to Describe a Cloud, regie David Verbeek, speelfilm, 2013
- Blinde Liefde, regie Jenny van den Broeke, documentaire 2013
- VPRO Tegenlicht: Het brein van de bankier, regie Jos de Putter, documentaire 2013
- VPRO Tegenlicht: The Tax Free Tour, regie Marije Meerman, documentaire 2013
- VPRO Tegenlicht: De Strijd om het zaad, regie Kees Brouwer, documentaire 2012
- Door de senaat, regie Eugene Paashuis, documentaire, 2013
- Meeting John Berger, regie Jos de Putter, documentaire, 2012
- DNA Dreams, regie Bregtje van der Haak, documentaire, 2012
- VPRO Tegenlicht: Dichter op Nederland, regie Kees Brouwer, documentaire 2012
- Hallelujah, tussen storm en stilte, regie Kees Brouwer, documentaire 2011
- Van Kooten en de Bie sloegen weer toe, regie Coen Verbraak, documentaire 2012
- Hallelujah, tussen storm en stilte, regie Kees Brouwer, documentaire 2011
- VPRO Tegenlicht: De voedselspeculant, regie Kees Brouwer, documentaire, 2011
- VPRO Tegenlicht: Aftermath of a crisis, regie Bregtje van der Haak, documentaire 2011
- VPRO Tegenlicht: Door Schade en Schande, regie Eugene Paashuis, documentaire 2011
- VPRO Tegenlicht: De Nieuwe Noorderlingen, regie Eugene Paashuis, documentaire 2010
- VPRO Tegenlicht: California Dreaming, regie Bregtje van der Haak, documentaire 2010
- Waiting for Nano, regie Lise Van den Briel, documentaire 2010
- Hemels Bewegen, regie Wout Conijn, documentaire 2009
- L'attente, regie Lise van den Briel, documentaire 2006
- Facade Europa, regie Elisabeth van Overloop & Rens van Meegen 2004

### Festivals
Арина:
- Courtisane, Gent, België 2002
- Gorcums Filmfestival, Nederland 2002
- Teekfestival, Breda, Nederland 2003
- Krakkfa, Krakow, Polen 2003
- Internationales Kurzfilmfestival, München, Duitsland, 2003
- Maastricht Film Festival 2007

LA-BAS:
- The lights of Brindisi CANAL+ 2002
- Courtisane, Gent, België 2003
- Torino Film Festival, Turijn, Italië 2003
- Shorts!, Amsterdam, Nederland 2003
- Tampere Filmfestival, Tampere, Finland 2003
- Festival des Très Courts, Paris, Quebec, Reims, Nancy, Gap, Millau, Trouville, Villers-sur-Mer, Frankrijk/Canada 2003
- One Take Film Festival, Belgrado, Kroatië 2003
- Festival de la Sorbonne, Parijs, Frankrijk 2003
- Generation Courts, Lyon, Frankrijk 2003
- Brasilian International Student Film Festival, Rio de Janeiro, Brazilië, 2003
- Torino Film Festival, Torino, Italië 2003
- Krakffa!, Krakow, Polen 2003
- Teekfestival, Breda, Nederland 2003
- Off Cinema, Poznan, Polen 2003
- Brief Encounters, Bristol, Verenigd Koninkrijk 2003
- Leeds International Film Festival, Leeds, Verenigd Koninkrijk 2003
- International Short & Independent Film Festival, Dhaka 2003, Bangladesh 2003
- Oskariada, Warsaw, Polen 2004
- K-RAA-K Festival, België 2004
- Southern Shorts, Eindhoven, Tilburg, 's-Hertogenbosch, Breda, Nederland 2004
- Maastricht Film Festival, Nederland 2007

AFMIN:
- CUT!Festival, Antwerpen, België, 2004
- The Netherlands Film Festival, Utrecht, Nederland 2004
- Ohne Kohle, Austria, 2006
- Maastricht Film Festival 2007

TRULICHKA:
- Het Grote Ongeduld, Brussel, België 2005
- DocPoint, Helsinki, Finland 2005
- Docudays, Beiroet, Libanon, 2006
- Skena Up, Pristina, Albanië, 2006
- Sleepwalkers, Tallinn, Estland, 2006
- Film in Brabant, Eindhoven, Tilburg, Den Bosch, Breda, Nederland 2006
- Maastricht Film Festival, Nederland 2007

INHALE EXHALE:
- Krakau Film Festival, Polen 2010
- Plus Camerimage, Polen, 2010
- Parnu Documentaire Festival, Estland, 2011
- Ostrava Film Festival, Tsjechië, 2011
- Nederlands Film Festival, Utrecht, 2011
- Film in Brabant, Eindhoven, Tilburg, Breda, Den Bosch, 2011

### Televisie-uitzendingen
Арина:
- Rus TV, december 2002
- VPRO, mei 2004

LA-BAS:
- CANAL+ Noorwegen – Zweden – Finland – Nederland – België – Luxemburg – Frankrijk – Spanje – Italië – Polen, oktober 2002
- RusTV, december 2002
- Jim TV, oktober 2002
- NPS, oktober 2003-2006

AFMIN:
- Kino Polska, Polen/V.S., september 2005

TRULICHKA:
- YLE, Finland, oktober 2006
- Cultura, Nederland, november 2006
- Holland Doc, Nederland juni 2008

### Prijzen
Genomineerde films als cameraman:
DNA Dreams:	
- Grand Prix Film and Science Festival Amsterdam 2013
- Grand Prix Life Sciences Film Festival Prague 2013
- Scientist Award Imagine Science Film Festival New York 2013
Blinde Liefde:
- Short Documentary Jury Award Austin Filmfestival VS 2013
- Special Mention Santa Monica Independent Film Festival VS 2013
l'Attente:
VAF Wildcard, Leuven, 2006
Facade Europa:
- Audience Award, Shooting Europe Festival 2006
Beste Camera-nominaties:
Hemels Bewegen:
- Official selection Camerimage, Poland 2011

Inhale Exhale:
- Official selection Camerimage, Poland 2010

Als regisseur:
Арина:
- Courtisane, Gent, Belgium 2002 (Price of jury)

LA-BAS:
- The lights of Brindisi CANAL+ 2002 (Juryprijs)
- Courtisane, Gent, België 2003 (Best fiction)
- NPS Price Best Dutch Short 2003

AFMIN:
- Eerste Prijs, Cutfestival, Antwerpen, België 2004
- Darling of the Audience, Ohne Kohle, Wenen, Oostenrijk 2007

TRULICHKA:
- Vlaams Audiovisueel Fonds Wildcard, Brussels, Belgium 2005
- Scam Audience Award, Het Grote Ongeduld, Gent, Belgium 2005
- Holland You Doc Award, Holland Doc (VPRO,HUMAN,IKON), Nederland 2007

CALLING UKRAINE:
- Best Documentary Short Hong Kong Film Festival, Hong Kong 2015
- Grand Prix for Documentary, Sarmat Film Festival Russia 2015
- Special Mention, Family Film Project Porto 2015